# I. e. 1. század

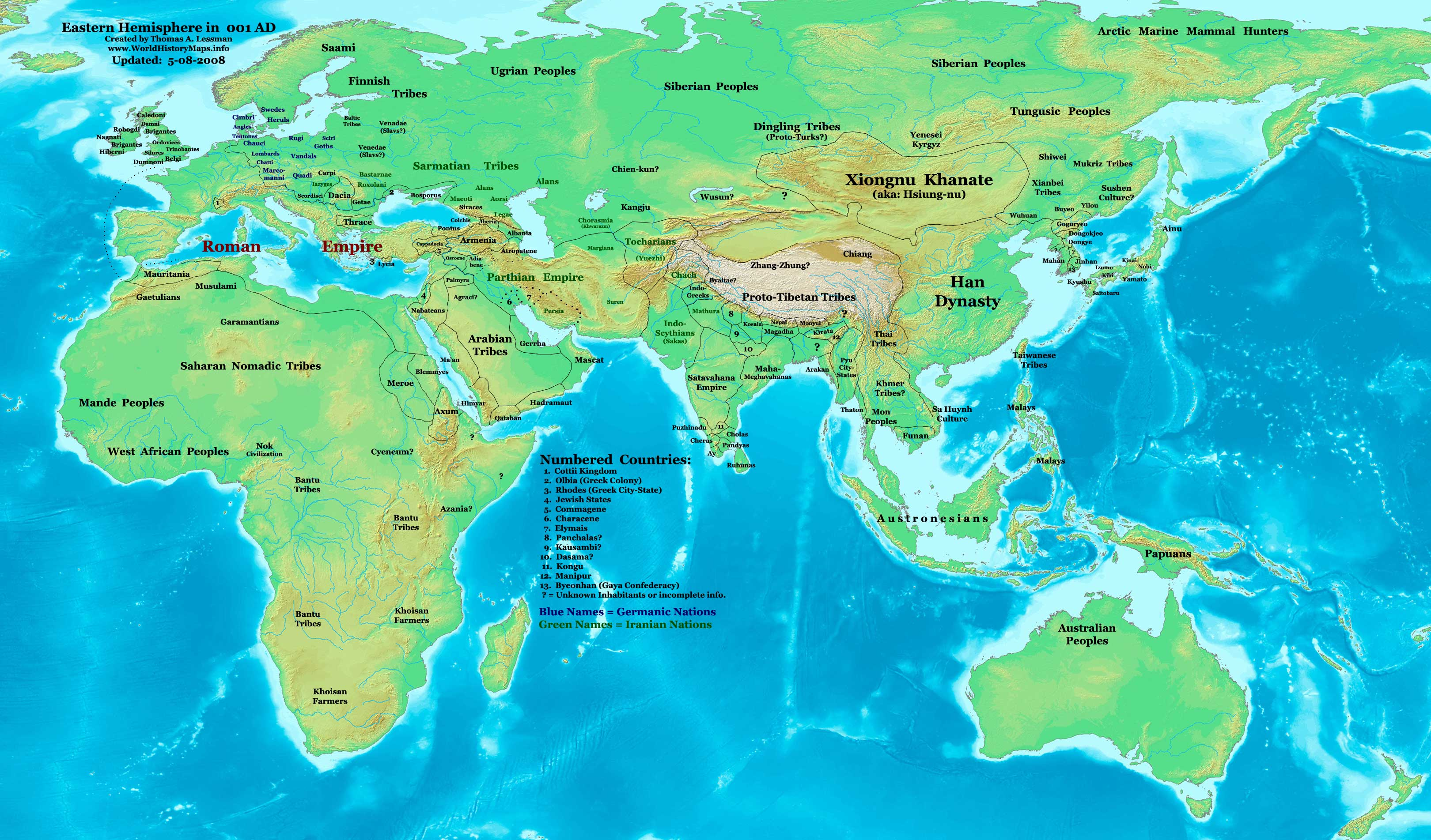
A világ keleti fele az i. e. 1. század végén, az időszámítás kezdete körül (angol nyelvű)

## Események

### Római Birodalom

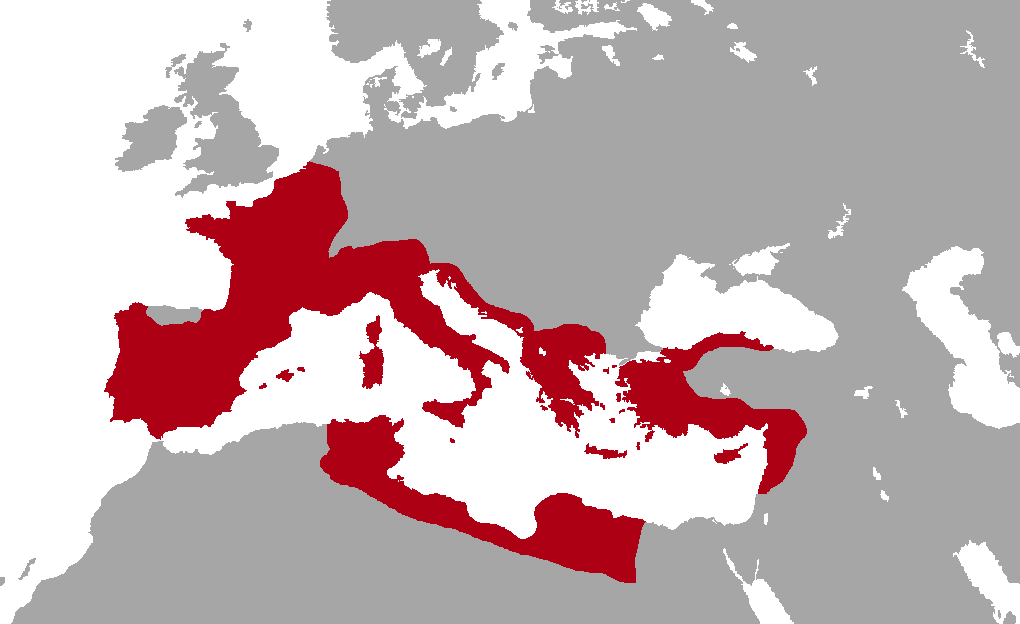
Róma meghódított területei i. e. 44-ben

Róma területének növekedése i. e. 30 és i. sz 6 között

- i. e. 91–88 – itáliai szövetségesháború
- i. e. 88–82 – Caius Marius és Lucius Cornelius Sulla polgárháborúja
- i. e. 87–84 – I. mithridatészi háború
- i. e. 83–82 – II. mithridatészi háború
- i. e. 82–72 – Sertorius elleni polgárháború Hispaniában
- i. e. 81–79 – Sulla dictaturája–
- i. e. 75–i. e. 65 – III. mithridatészi háború
- i. e. 73-71 – Spartacus rabszolgafelkelése
  - Silarus folyó menti csata: a felkelés bukása
- i. e. 67–66 – Pompeius hadjárata a kalózok ellen
- i. e. 63 – Cicero felgöngyölíti a Catilina-összeesküvést
- i. e. 60 – létrejön az első triumvirátus
- i. e. 58–i. e. 52 – Caesar meghódítja Galliát
- i. e. 56 – a lucai találkozón megújítják a triumvirátust
- i. e. 53 – Crassus elesik a carrhaei csatában; felbomlik az I. triumvirátus
- i. e. 50 körül a Kárpát-medencében a boiok által vezetett kelta törzsszövetség és a dák-géta szövetség összecsapása az utóbbiak győzelmével
- i. e. 49–48 – Caesar és Pompeius polgárháborúja
- i. e. 48–i. e. 44 – Caesar diktatúrája, hadjáratai Egyiptomban, Kis-Ázsiában, Afrikában és az Ibériai-félszigeten
- i. e. 45 - Caesar naptárreformja, az ún. Julián naptár bevezetése
- i. e. 44 - A köztársaság hívei, élükön Brutussal és Cassiussal, meggyilkolják Caesart, akit a senatus királyi címmel készült felruházni
- i. e. 44–i. e. 43: Mutinai polgárháború
- i. e. 43 – a második triumvirátus megalakulása; a birodalom nyugati felét felosztják Octavianus, Marcus Aemilius Lepidus és Marcus Antonius között
- i. e. 42 – a philippi csata a caesar-párt győzelmével zárul; a triumvirek újjáosztják a birodalmat
- i. e. 41 – i. e. 40 – a perusiai háború Lucius Antonius és Octavianus között
- i. e. 40 – Sextus Pompeius elfoglalja Korzikát és Szardíniát
- i. e. 40 – brundisiumi egyezmény Antonius és Octavianus között; Lepidust megfosztják európai területeitől
- i. e. 39 – puteoli egyezmény Sextus Pompeius és Octavianus között
- i. e. 38 – a második triumvirátus megújítása
- i. e. 37 – tarentumi egyezmény Antonius és Octavianus között
- i. e. 36 – Sextus Pompeius legyőzése; Lepidus szerepét veszti; Antonius pártus hadjárata
- i. e. 32 – hadüzenet VII. Kleopátra Philipatór egyiptomi királynőnek
- i. e. 31 – az actiumi csata során Antonius hadainak nagy része megsemmisül
- i. e. 30 – Antonius és Kleopátra öngyilkossága; Octavianus bevonul Egyiptomba, amelyet tulajdonának tekint
- i. e. 27 – Octavianus megkapja a senatustól az Augustus címet
- i. e. 15 – Tiberius és öccse, Drusus a római határt az Alpokon túl a Dunáig terjeszti ki
- i. e. 12–6 – Tiberius és Drusus leigázza Germániát az Elbáig
- i. e. 9 – Pannonia, Illyricum részeként a Római Birodalom része lesz.

### Ázsia
- A Pártus Birodalom Perzsia, Mezopotámia területén
- A Han-dinasztia Kínában
- A Funan Birodalom Délkelet-Ázsiában
- (i. e. 75 körül) a szakák elfoglalják Baktria kis görög utódállamait, őket viszont a parthusok verik le

## Találmányok, felfedezések
- Maja számírás
- Római hypocaustum (padlófűtés)
- Európában az első vízimalmok gabonaőrlésre

## Kultúra, vallás

### A Földköz-tenger térsége
- Heródes nagy építkezéseket visz véghez Palesztinában
- I. e. 23: A pénzreform nyomán az as ettől kezdve bronz helyett rézből készül, a sestertius és dupondius pedig aranyozott bronzból.

### Ázsia
- Buddhista szerzetesek Srí Lankában először írják le Buddha tanait (Tipitaka), a IV. buddhista tanácskozáson

### Közép-Amerika
- I. e. 100 körül Teotihuacanban befejezik a legnagyobb piramisukat, a Nap-piramist

## Fontosabb személyek

### Uralkodó, politikus
- Lucius Cornelius Sulla római diktátor
- Lucius Sergius Catilina, római politikus
- Cicero, római író, és politikus
- Cnaeus Pompeius Magnus, római hadvezér, politikus
- Caius Iulius Caesar, római hadvezér, politikus
- Publius Clodius Pulcher, római politikus, híres demagóg
- Marcus Antonius, római politikus, hadvezér
- Augustus, az első római császár
- Livia Drusilla, Augustus befolyásos felesége
- Marcus Vipsanius Agrippa, Augustus hadvezére és örököse
- Burebista, dák király
- VII. Kleopátra, egyiptomi királynő

### Egyéb
- Spartacus, gladiátor, a Spartacus-féle felkelés vezetője
- Sztrabón földrajzíró
- Cornelius Nepos történetíró
- i. e. 6-4 körül: Jézus Krisztus születése
- Aulus Ofilius (i. e. 1. század) római jogtudós

## Évtizedek és évek
| i. e. 100-as évek | i. e. 109 | i. e. 108 | i. e. 107 | i. e. 106 | i. e. 105 | i. e. 104 | i. e. 103 | i. e. 102 | i. e. 101 | i. e. 100 |
| i. e. 90-es évek  | i. e. 99  | i. e. 98  | i. e. 97  | i. e. 96  | i. e. 95  | i. e. 94  | i. e. 93  | i. e. 92  | i. e. 91  | i. e. 90  |
| i. e. 80-as évek  | i. e. 89  | i. e. 88  | i. e. 87  | i. e. 86  | i. e. 85  | i. e. 84  | i. e. 83  | i. e. 82  | i. e. 81  | i. e. 80  |
| i. e. 70-es évek  | i. e. 79  | i. e. 78  | i. e. 77  | i. e. 76  | i. e. 75  | i. e. 74  | i. e. 73  | i. e. 72  | i. e. 71  | i. e. 70  |
| i. e. 60-as évek  | i. e. 69  | i. e. 68  | i. e. 67  | i. e. 66  | i. e. 65  | i. e. 64  | i. e. 63  | i. e. 62  | i. e. 61  | i. e. 60  |
| i. e. 50-es évek  | i. e. 59  | i. e. 58  | i. e. 57  | i. e. 56  | i. e. 55  | i. e. 54  | i. e. 53  | i. e. 52  | i. e. 51  | i. e. 50  |
| i. e. 40-es évek  | i. e. 49  | i. e. 48  | i. e. 47  | i. e. 46  | i. e. 45  | i. e. 44  | i. e. 43  | i. e. 42  | i. e. 41  | i. e. 40  |
| i. e. 30-as évek  | i. e. 39  | i. e. 38  | i. e. 37  | i. e. 36  | i. e. 35  | i. e. 34  | i. e. 33  | i. e. 32  | i. e. 31  | i. e. 30  |
| i. e. 20-as évek  | i. e. 29  | i. e. 28  | i. e. 27  | i. e. 26  | i. e. 25  | i. e. 24  | i. e. 23  | i. e. 22  | i. e. 21  | i. e. 20  |
| i. e. 10-es évek  | i. e. 19  | i. e. 18  | i. e. 17  | i. e. 16  | i. e. 15  | i. e. 14  | i. e. 13  | i. e. 12  | i. e. 11  | i. e. 10  |
| i. e. 1-es évek   | i. e. 9   | i. e. 8   | i. e. 7   | i. e. 6   | i. e. 5   | i. e. 4   | i. e. 3   | i. e. 2   | i. e. 1   |           |
| 1-es évek         | 1         | 2         | 3         | 4         | 5         | 6         | 7         | 8         | 9         |           |